# Буччи, Лука
Лука Буччи (итал. Luca Bucci; род. 13 марта 1969, Болонья) — итальянский футболист, выступавший на позиции вратаря. В составе сборной Италии принимал участие в чемпионате мира 1994 и чемпионате Европы 1996 в качестве запасного вратаря.

## Карьера

### Клубная
Буччи начинал профессиональную карьеру в «Парме». В 1987 году он был арендован клубом «Про Патрия», затем снова был в аренде в «Римини», после чего вернулся в «Парму». За эти годы он очень мало появлялся в составе команд. В 1990 году Буччи отправился в клуб «Казертана», который по итогам сезона 1990/91 поднялся из Серии С1 в Серию В. В сезоне 1991/92 итальянский вратарь был в основе команды, провёл 37 матчей в чемпионате, пропустив 39 мячей. Но это не помогло «Казертане»: клуб занял 17-е место в Серии В и отправился в более низкий дивизион. Сезон 1992/93 Лука Буччи отыграл за «Реджану», затем пришёл обратно в «Парму».
29 августа 1993 года Буччи дебютировал в Серии А в составе «Пармы», выйдя на поле в матче против «Удинезе». После этого в течение трёх сезонов итальянский вратарь был основным игроком команды, помог клубу в 1995 году выиграть Кубок УЕФА, но с приходом в команду молодого Джанлуиджи Буффона Лука потерял место в основе. В январе 1997 года Буччи был арендован клубом «Перуджа» из Серии А. По окончании сезона 1997/98 итальянский вратарь был продан в «Торино», где он в итоге провёл 6 сезонов (3 в Серии А и 3 в Серии В). В 2003 году Буччи решил покинуть команду и присоединился к «Эмполи». В первом круге вратарь выступил в 17 матчах, в которых пропустил 27 голов. В марте 2004 года Буччи получил серьёзную травму плеча и был вынужден пропустить остаток сезона. В мае 2004 года игрок покинул клуб, так как по итогам сезона 2003/04 «Эмполи» вылетел в Серию В.
Просидев полгода без клуба, в январе 2005 года Буччи вернулся в «Парму», где начинал свою футбольную карьеру. Во второй половине сезона 2004/05 вратарь играл лишь в матчах Кубка УЕФА, где «Парма» смогла дойти до 1/2 финала, тогда как в Серии А играл основной голкипер пармезанцев Себастьян Фрей. После ухода француза из команды в сезоне 2005/06 голкипер провёл 22 матча в чемпионате, потеснив на скамейку запасных других вратарей команды — Маттео Гуардальбена и Кристиано Лупателли. В следующем сезоне Буччи участвовал в 26 играх, снова оставив в запасе своих коллег по амплуа — Альфонсо де Лючию и Фабио Виргили. В июне 2007 года он продлил контракт с «Пармой» до конца следующего сезона. В сезоне 2007/08 Лука Буччи защищал ворота только в 13 матчах.
В июне 2008 года Буччи ушёл из «Пармы» в качестве свободного агента. После семи месяцев без футбольной практики он подписал контракт с «Наполи» до конца сезона. 19 апреля 2009 года итальянский игрок сыграл свой единственный матч за новый клуб. Это была игра против «Кальяри», которая окончилась поражением «Наполи» со счётом 0:2. 8 июня 2009 года 40-летний игрок объявил о завершении карьеры.

### В сборной
В 1994 году Буччи был включён в состав сборной Италии на чемпионате мира 1994 в качестве третьего вратаря, хотя до этого момента он не сыграл ни одного матча за сборную. 21 декабря 1994 года футболист дебютировал в сборной, выйдя на поле в товарищеской встрече с Турцией, которая окончилась победой итальянцев со счётом 3:1. 19 июня 1995 года Буччи провёл матч против Швейцарии, а 8 октября 1995 сыграл во встрече с Хорватией в рамках отборочного этапа к Евро-1996. На чемпионате Европы 1996 года Лука Буччи был в составе Италии, но в играх не участвовал.

### Тренерская
5 апреля 2011 года Буччи стал одним из тренеров вратарей в «Парме».